# Majholmen, Nagu
Majholmen är en ö i Nagu,  Finland. Den ligger i Skärgårdshavet i Pargas stad i den ekonomiska regionen  Åboland i landskapet Egentliga Finland, i den sydvästra delen av landet. Ön ligger 10 kilometer nordost om Nagu kyrka, 25 kilometer sydväst om Åbo och omkring 160 kilometer väster om Helsingfors. Närmaste allmänna förbindelse är förbindelsebryggan vid Själö som trafikeras av M/S Falkö och M/S Östern.
Öns area är 19,2 hektar och dess största längd är 0,8 kilometer i öst-västlig riktning. Ön höjer sig omkring 25 meter över havsytan.